# Venezuela ai Giochi della XXVII Olimpiade
Il Venezuela partecipò ai Giochi della XXVII Olimpiade, svoltisi a Sydney, Australia, dal 15 settembre al 1º ottobre 2000, con una delegazione di 50 atleti impegnati in diciassette discipline.